# 마쓰바라 겐
마쓰바라 겐(일본어: 松原 健, 1993년 2월 16일 ~ )는 일본의 축구 선수이다. 현재 J1리그의 요코하마 F. 마리노스에서 뛰고 있다.

## 구단 경력
그는 2010년부터 J리그의 오이타 트리니타, 알비렉스 니가타, 요코하마 F. 마리노스에서 뛰었다.

## 국가대표팀 경력
그는 2009년 FIFA U-17 월드컵에 참가할 일본 U-17 국가대표팀에 발탁되었으며, 3경기에 출전했다.
2013년 AFC U-22 축구 선수권 대회, 2016년 AFC U-23 축구 선수권 대회에도 출전, 2016년 대회 우승에 기여했다.
그는 2021년 FIFA 월드컵 예선에 참가할 일본 국가대표팀에 발탁되었으며, 3월 30일 몽골와의 경기에서 데뷔했다.

## 통계
| 일본 | 일본 | 일본 |
| 연도 | 출전 | 득점 |
| ---- | ---- | ---- |
| 2021 | 1    | 0    |
| 통산 | 1    | 0    |